# Теорија друштвеног продубљивања
Теорија друштвеног продубљивања или Теорија социјалне пенетрације (SPT) Ирвина Алтмана и  Дагласа Тејлора је психолошка и комуниколошка теорија.

## Хипотезе
Теорија сугерише да како се односи развијају, међуљудска комуникација прелази са релативно површних, неинтимних нивоа на дубље, интимније.  Теорија је формулисана 1973. да би разумјели развој односа између појединаца. Алтман и Тејлор су примијетили да односи „укључују различите нивое интимности размјене или степена друштвеног продора”. Теорија је познатa као објективна теорија за разлику од интерпретативних теорија, што значи да се заснива на подацима извученим из стварних експеримената, а не само на закључцима заснованим на специфичним искуствима појединаца.

## Основне идеје
Ова теорија наводи да се развој односа дешава првенствено кроз самооткривање—када неко намјерно открива другима информације као што су лични мотиви, жеље, осећања, мисли и искуства. Ова теорија претпоставља да како људи постају ближи са другима, позитивно појачање кроз позитивне интеракције омогућава људима да постигну дубље нивое интимности.  Теорија се такође руководи претпоставкама да је развој односа систематичан и предвидљив. SPT такође испитује процес депенетрације, како се неке везе повлаче током времена и на крају завршавају неуспјехом.
За теорију је посебно везана метафора да се људи самооткривају слојевито „попут лука“. 